# 朝倉病院事件
朝倉病院事件（あさくらびょういんじけん）は、かつて埼玉県庄和町（現在の春日部市）に存在した病院で行われていた医療事件。
入院患者への身体拘束や非人道的な行為などが長年行われており、2001年に元職員の告発により明らかになった。

## 病院について
開院当初の名は「朝倉記念埼玉病院」（その後、「朝倉病院」→「南埼病院」（なんさいびょういん）→「朝倉病院」に名称変更）。精工舎南桜井工場（後にリズム時計工業南桜井工場、現在は閉鎖）に隣接しており、1960年代頃まではサナトリウムとして結核患者の受け入れ先としての役目を担っていた。
その後、1990年代に病院名を「朝倉病院」に改称し、内科と精神科の病院として運営されていた。

## 事件の発覚
2001年、元職員の告発により事件が発覚した。
同病院に入院していた40名以上の患者が不審な死を遂げている事が明らかになった。
入院患者たちの手足や身体を拘束し、治療を受ける必要のない患者にIVHという点滴を投与するといった行為が行われていた。このIVHとは、本来は自力で食事が摂れない患者に対して投与する高栄養の点滴であり、治療を受ける必要のない人にこの点滴を投与した場合、体内の栄養のバランスが崩れてしまい多臓器不全を引き起こすことがある。
2001年7月に同病院は廃院となった。

## 病院のその後
2001年7月に廃院となり、同病院は廃墟として長年残されていたが、2021年に病院の建物は全て解体されて病院跡地は更地となった。その後2022年12月1日にドラッグストアセキ春日部米島店が開業した。
朝倉病院の医院長は刑事責任を問われることはなかった。2023年2月15日には、東京都八王子市の精神科病院滝山病院（孝山会）における患者虐待事件がNHKにより報じられた。その際、滝山病院においても同人物が医院長をしている事が発覚し、患者に対しての過剰医療を行っていたとする元看護師による証言も報じられた。